# القرنة (الحيمة الخارجية)

تعديل مصدري - تعديل

القرنة هي إحدى قرى عزلة بني محمد بمديرية الحيمة الخارجية التابعة لمحافظة صنعاء، بلغ تعداد سكانها 136 نسمة حسب تعداد اليمن لعام 2004.